# Compact (Band)
Compact ist eine rumänische Musiktruppe (klassik Rock) gegründet von Teo Peter, Constantin „Costi“ Cămărășan und Manoliu Marian im Jahr 1977 in Klausenburg (Cluj). Das offizielle Debütkonzert fand in der Universität Babeș-Bolyai statt.
In ihrer ursprünglichen Form hat sich die Band immer weiterentwickelt und hatte lokalen und regionalen Erfolg, der im Gewinn des Hauptpreises von Perpetuum Vox Transilvania beim Mediaș Festival, Frühling 1981 gipfelte. Am Ende der Sommersaison 1981 wollte Compact für ihre erste Electrecord-Aufnahme nach Bukarest aufbrechen. Nach den Konzerten im Sommer 1981 kam es unter den fünf zu Streitigkeiten, vor allem wegen Geldes, und von den fünf blieben nur die beiden Gründungsmitglieder Peter und Cămărășan übrig. Später holten sie Paul Ciuci (Gesang, Gitarre und Komposition) und „Leluț“ Vasilescu (Schlagzeug), alle Gründungsmitglieder der Band Telegraf aus Câmpia Turzii, in die Band.
Durch die Zusammenarbeit mit den beiden fand die Band zu ihrer eigenen, unverwechselbaren musikalischen Identität, die sie schnell zu einer starken und eigenständigen Präsenz in der rumänischen Rockmusik machte.
1982 veröffentlichten Compact zusammen mit "Trupa 2005" aus Turnu Severin ihr erstes Album. Die landesweiten Radiosender strahlten ihre Lieder immer häufiger aus. Sogar Petre Magdin hat in seiner Fernsehshow „Midnight“ einige Szenen mit „Compact“ auf See gedreht, am Strand von Costinești.
Auf ihrem ersten vollständigen Album, Fata din vis, 1984, finden sich Kompositionen sowohl von Ciuci als auch von Cămărășan. 1988 veröffentlichte Compact das Album Cântec pentru prieteni, ein Album, dessen Songs alle von Paul Ciuci geschrieben wurden. Mittlerweile spielte die Band im Sommer an der Küste und war den Rest der Zeit auf Tournee, wodurch sie nicht nur in Rumänien, sondern auch in einigen Ländern hinter dem Eisernen Vorhang, etwa in Bulgarien und der Deutsche Demokratische Republik, bekannt wurde.
Dann folgte 1988 eine dreifache Unterbrechung: Paul Ciuci ging in die Vereinigten Staaten von Amerika (wo er von 1991 bis 1995 mit Sfinx Experience Konzerte gab) und die durch seinen Abschied übrig gebliebene Band Compact teilte sich in zwei: Teo Peter gründete "Compact B" (Compact Bucharest) und Costi Cămărășan gründete "Compact C" (Compact Cluj).

## Geschichte
Die Kompositionen des Musikers Paul Ciuci, sein unverwechselbarer Stil, in dem das Subgenre der Rockballaden einen wichtigen Platz einnimmt, das besondere Timbre seiner Stimme und der helle Ton wurden in kurzer Zeit bemerkt.
Die ersten Songs der Band wurden 1982 aufgenommen und erschienen auf dem Album Formații Rock 6. Außerdem nahm Compact 1982 am Rockfestival „Sea Celebrations“ teil, wo es den ersten Preis gewann und Paul Ciuci zum besten Sänger einer Rockband gekürt wurde.
Zwischen 1982 und 1986 trat die Band während der Sommersaison jeden Abend im Ferienort Costinești auf.
1983 erschien der erste große Hit der Band, Fata din vis, ein Song, der später zum Hit vieler Generationen wurde und ihnen Bekanntheit verschaffte. Zwei Jahre später erschien Fata din vis auf dem ersten, gleichnamigen Album der Band.
1985 wurde die Band Compact zum Dresdner Rockfestival eingeladen – der bedeutendsten Veranstaltung dieser Art für die Ostblockländer – und ein Jahr später tourte sie durch die ehemalige Sowjetunion und Bulgarien.
Compact verbrachte mehr Zeit in Bukarest und probte in einem Proberaum des Universitätsclub in Bukarest, demselben Ort, an dem auch Vali Sterian, Roșu și Negru und Sfinx, die derzeit wichtigsten Namen der rumänischen Musik, probten.
1988 veröffentlichte Compact das Album Cântec pentru prieteni (Song for Friends).
Es folgten Pe tine te-am ales! (Dich habe ich ausgewählt!) (1997), Compact 100% (1998). 5.Compact (2002), die Kompilation In memoriam (2005) und Compact live (2007).
Zwischen 1991 und 1995 verließ Paul Ciuci die Band Compact und schloss sich der Band Sfinx Experience an, die im Laufe der Zeit wichtige Namen der lokalen Musik vereinte. Er trat mit ihr in den Niederlanden, Luxemburg und Belgien auf, konnte aber nicht allzu lange von Band seiner Seele getrennt bleiben und kehrte 1996 zu Compact zurück.
1996 nahm die Band an der nationalen Marlboro Music Tour teil und spielte einige Jahre später im Vorprogramm von Bonnie Tyler, Europe oder Scorpions.
Es stehen Tourneen im Ausland an. 2005 ist das Jahr, in dem Compact eine 45-tägige Tour durch die Vereinigten Staaten von Amerika durchführte. 2008 war Kanada an der Reihe, wo die Band Konzerte in Toronto und Montreal gab. Im selben Jahr hatte die Band sehr erfolgreiche Auftritte in Deutschland, Spanien und Zypern.
Im Jahr 2010 veranstaltete Compact die nationale „Song for Friends“-Tour, die fast 50 Städte umfasste.
Im Jahr 2011 unternahm die Band neben zahlreichen Auftritten im Inland auch neue Tourneen in Deutschland und Kanada. Die ausverkauften Konzerte führten dazu, dass die Bandmitglieder im folgenden Jahr in die beiden Länder wieder eingeladen wurden. Die Deutschlandtournee 2012 beinhaltete auch ein Benefizkonzert zugunsten der Stiftung des deutschen Musikers Peter Maffay. In Kanada tourte die Band einen Monat lang durch sechs Städte und hatte dabei das große Vergnügen, auf ein Publikum zu treffen, das von Anfang bis Ende der Shows Compact-Songs mitgesungen haben.
Ende 2012 engagierte sich Paul Ciuci für eine humanitäre Initiative des Radiosenders Europa FM und sang gemeinsam mit 13 anderen rumänischen Künstlern die Kampagnenhymne Nu ești singur pe lume (Du bist nicht allein auf der Welt).
Anfang 2013 veröffentlichte Compact eine neue Version des Liedes Ești totul pentru mine (Komposition von 1985), das beim Publikum großen Anklang fand. Im Januar 2013 belegte dieses Lied bei der öffentlichen Abstimmung den ersten Platz in der Romanian Top 100, einer Rangliste, die von Radio România Actualități realisiert wurde.
Im Sommer 2013 trat Compact als Vorgruppe der legendären Band Deep Purple in der Cluj Arena auf und feierte damit einen Riesenerfolg.

## Diskografie

### Fata din vis
„Fata din vis“, einer der Referenzsongs des rumänischen Rocks, ist ein unverwechselbares musikalisches Markenzeichen der Gruppe Compact. Das Lied wurde 1978 von Paul Ciuci geschrieben und fing mit einem Refrain an, der auf einer kalten Gitarre gesungen wurde. Zunächst trug das Stück den Titel „Lady Jane“ und wurde erst nach einigen Jahren zu „Fata din Vis“.
Damit er den Text, der ihm in den Sinn kam, nicht vergaß, schrieb Paul ihn mit einem Bleistift auf die Tür einer Umkleidekabine in einem Fitnessstudio. Der Song entstand im Bukarester Studio, wo Compact 1985 eines der besten Alben ihrer Karriere aufnahmen.
Electrecord – ST-EDE 02781; Vinyl, LP, Album; Rumänien; 1985; Rock
1. A1 Lumini pe cer (Lichter am Himmel) 3:07
2. A2 O altă zi (Ein anderer Tag) 4:01
3. A3 Păsări cu ochi de foc (Vögel mit Feueraugen) 3:19
4. A4 Legendă (Legende) 3:11
5. A5 Imn (Hymne) 3:28
6. B1 Cărare peste timp (Pfad über die Zeit) 3:32
7. B2 Ești totul pentru mine (Du bist alles für mich) 4:42
8. B3 Spațiu (Raum) 7:06
9. B4 Fata din vis (Das Mädchen aus dem Traum) 4:18

### Cântec pentru prieteni (Lied für Freunde)
Wenn das Publikum ein Compact-Konzert verlässt, hört man es den Refrain eines Liedes summen, das jeden auf der Straße bezaubert hat: „Yeee, yeee, ye!“ ,
„Cântec pentru Prieteni“ (Lied für Freunde) ist vielleicht das einzige Stück in Rumänien, das speziell für die Öffentlichkeit geschrieben wurde. Die perfekte Motivation, gemeinsam mit den vier „Compacts“ auf der Bühne mitzusingen! Aber dieses Lied bestand die Gefahr, nicht aufgenommen zu werden!
1988, als das Album schon fast fertig war und noch etwas Studiozeit zur Verfügung stand, konnte das Lied nicht gedruckt werden, da es... keinen Text hatte! Dann ging Paul in die Flure von „Electrecord“, setzte sich auf eine Treppe und wartete. Wer sagt, die „Muse“ sei eine Erfindung, der irrt! Die „Muse“ war diesmal das Publikum, durch das Compact die Magie des Konzerts erlebt. Mit Blick auf die Fans der Band fand Paul die richtigen Worte für einen der größten Hits des rumänischen Rocks!
Electrecord – ST-EDE 03501; Vinyl, LP, Album; Rumänien; 1989; Rock, Pop
1. A1 Cântec pentru prieteni (Lied für Freunde) 3:17
2. A2 O noapte și-o zi (Eine Nacht und einen Tag) 4:22
3. A3 Mi-e tare dor de tine (Ich vermisse dich sehr) 4:26
4. A4 Dă-mi o veste (Schick mir eine Nachricht) 4:10
5. B1 Jocul ielelelor (Feentanz) 5:03
6. B2 Călător spre infinit (Reisender in die Unendlichkeit) 4:38
7. B3 Întoarce-te acasă (Komm zurück nach Hause!) 3:23
8. B4 Un alt început (Ein neuer Anfang) 3:52[4]

### Pe tine te-am ales (Dich habe ich ausgewählt)
In memoriam – Einer der gefühlvollsten Songs der Gruppe Compact, der anders als „herkömmlich“ geschrieben wurde. Normalerweise komponiert Paul die Musik und fügt erst dann den Text hinzu. Für „In Memoriam“ bat Paul den Texter um die Verse, die die Geschichte geliebter Menschen erzählen, die viel zu früh von uns gegangen sind. Das Jahr 1997 war eine Zeit, in der Rumänien durch das Verschwinden prominenter Persönlichkeiten aus allen Bereichen erschüttert wurde: Sport, Theater, Musik. Nachdem der Text geschrieben war, kam die Musik von selbst; Der Song wurde in einem eher eigenständigen Stil aufgenommen: Zum Einsatz kamen lediglich eine Gitarre, ein Keyboard und ein Sequenzer – der dabei entstandene Sound hat etwas Überirdisches. Das Lied ist auf der LP „Pe Tine Te-am Ales“ zu finden.
Roton – RoMC 3114; Kompaktkassette, Album; Rumänien; 1997; Rock, Pop
1. Profetul (der Prophet)
2. Blue-Bar
3. La 20 de ani (mit 20 Jahre)
4. Fata din vis (das Mädchen aus dem Traum)
5. O femeie ca tine (Eine Frau wie du)
6. Pe tine te-am ales (Ich habe dich ausgewählt)
7. E doar un joc (ist nur ein Spiel)
8. O viață împreună (Ein Leben zusammen)
9. O stea din cer (Ein Stern aus dem Himmel)
10. In memoriam[5]

### Compact 100%
Im Jahr 1999 erschien das Album „Compact 100%“, aufgenommen in der folgenden Besetzung: Paul Ciuci (Gitarre), Teo Peter (Bass), Aurel Vasilescu (Schlagzeug), Emil Laghia (Gitarre), Dan Stesco „Polymoog“ (Keyboards), ein von Roton produziertes Album.
Roton – RO CD 148; CD, Album; Rumänien; 1999; Rock
1. Promisiuni (Versprechungen) 4:55
2. Un alt început (Neuanfang) 4:56
3. Am nevoie de tine (Ich brauch´ Dich) 5:58
4. Duhul de argint (der Silbergeist) 7:12
5. Dă-mi o veste (sende mir Neuigkeiten) 4:13
6. Toate vor trece (alles vergeht) 5:56
7. Se preface (Sie tut nur so...) 4:25
8. Vei fi a mea (Du wirst mir gehören)[7]

### 5.Compact
„I will always love you“ ist einer der erfolgreichsten Songs des Albums 5.Compact. Ein Refrain, der unerwartet an einem Herbstabend kam, ohne dass Paul sich vorstellen konnte, dass er das Stück am nächsten Tag in seiner endgültigen Form fertigstellen würde! „I Will Always Love You“ wurde im Studio nicht verändert und enthält genau die gleiche Zeile wie an diesem inspirierenden Abend!
Der Liedtext wurde von Monica Cucu in drei Teilen geschrieben, die jeweils am Telefon diktiert wurden. Alle Textänderungen wurden über GSM vorgenommen!
Von Umkleideraumtüren bis zu Mobilfunk! Alles entwickelt sich weiter! Doch die Musik von Compact bleibt zeitlos!
Cat Music – 101 2295 2; CD, Album; Rumänien; 2002; Rock, Pop
1. Stai cu mine (bleib bei mir) 4:18
2. Încă o șansă (Eine neue Chance) 4:46
3. Cărare peste timp (Pfad über die Zeit) 3:51
4. Azi sunt liber (Heute bin ich frei) 3:55
5. Când mă gândesc la tine (Wenn ich an Dir denke) 4:20
6. O noapte și-o zi (Eine Nacht und einen Ta) 4:08
7. O casă fără număr (Haus ohne Adresse) 4:01
8. Cântec pentru prieteni (Lied für Freunde) 4:02
9. Te voi iubi mereu... (Ich werde dich für immer lieben) 4:25
10. Într-o altă viață (In einem anderen Leben) 1:51[9]

### In memoriam
"In Memoriam Teo Peter" erschien offiziell nach dem Tod des Bassisten. Dieses Album enthält einige Titel von „Compact 100%“, „Pe tine te-am ales“ und „5.Compact“.
Roton – 3740-4; Kompaktkassette, Compilation; Rumänien; 2005; Rock
1. A1 In memoriam
2. A2 Fata din vis (Das Mädchen aus dem Traum)
3. A3 Dă-mi o veste (gib mir Neuigkeiten)
4. A4 Promisiuni (Versprechungen)
5. A5 Un alt început (Neuanfang)
6. A6 Toate vor trece (alles vergeht)
7. B1 Vei fi a mea (du wirst mein)
8. B2 O viață împreună (Ein Leben zusammen)
9. B3 Pe tine te-am ales (Ich habe dich ausgewählt)
10. B4 E doar un joc (Es ist nur ein Spiel)
11. B5 Profetul (der Prophet)
12. B6 O stea pe cer (Ein Stern am Himmel)[11]

### Live
"Compact live" ist ein Doppel-CD-Album, mit den schönsten Kreationen der Band aus 30 Jahren ihres Bestehens, live aufgenommen.
RBA – RBA 1209; 2×CD, Album; Rumänien; 2007; Pop-Rock
1. 1-1 Intro
2. 1-2 Regele ielelor (Feenkönig)
3. 1-3 Promisiuni (Versprechungen)
4. 1-4 O noapte și-o zi (Eine Nacht und einen Tag)
5. 1-5 Un alt început (Neuanfang)
6. 1-6 Să te gândești la mine (Denk an mich)
7. 1-7 O femeie ca tine (Eine Frau wie Dich)
8. 1-8 Stai cu mine (Bleib bei mir!)
9. 1-9 Vei fi a mea (Du wirst mein)
10. 1-10 Fata din vis (das Mädchen aus dem Traum)
11. 2-1 In memoriam
12. 2-2 O stea din cer (Ein Stern am Himmel)
13. 2-3 O casă fără număr (Ein Haus ohne Adresse)
14. 2-4 Când mă gândesc la tine (Wenn ich an Dich denke)
15. 2-5 Trenul pierdut (Verpasster Zug)
16. 2-6 Mi-e tare dor de tine (Ich hab Sehnsucht nach dir)
17. 2-7 Întoarce-te acasă (Komm zurück nach Hause!)
18. 2-8 Cântec pentru prieteni (Lied für Freunde)
19. 2-9 Cărare peste timp (Fahrt über die Zeit)[13]